# Veinticinco de Mayo (Schiff, 1945)
Die Veinticinco de Mayo (Kennung: V-2) war ein Flugzeugträger der Colossus-Klasse, der von 1969 an im Dienst der Armada Argentina stand. Der Träger stand im Falklandkrieg gegen die Royal Navy im Einsatz. 
Die Briten hatte das Schiff ursprünglich bauen lassen. Es wurde 1945 als Venerable (Kennung: R63) in Dienst gestellt. 1948 übernahm es die niederländische Koninklijke Marine und gab ihm den Namen Karel Doorman (Kennung: R81). Bekannt wurde der Flugzeugträger durch seine Reise nach Neuguinea 1960, als er die Absicht der Niederlande demonstrieren sollte, den Besitz von Niederländisch-Neuguinea zu verteidigen. Die Reise gilt als eines der wenigen Beispiele für niederländische Kanonenbootpolitik. Nach einem Feuer in der Maschinenanlage 1968 sonderten die Niederlande das Schiff aus, da die Reparaturkosten für die noch geplante Dienstzeit zu hoch waren.

## Geschichte
Der Flugzeugträger war einer der zehn Leichten Träger der Colossus-Klasse, die auf britischen Werften zwischen 1942 und 1946 entstanden. Die einfach zu bauenden Träger von 13.200 tn.l. Standardverdrängung hatten eine Höchstgeschwindigkeit von 25 kn und konnten bis zu 37 Flugzeuge einsetzen. Die Flugabwehrbewaffnung bestand aus sechs 40-mm-L/39-„pompom“-Vierlingen, elf 20-mm-L/70-Oerlikon-Zwillingskanonen sowie zehn Oerlikon-Einzelgeschützen. Alle Schiffe verfügten über Radar und Sonar.

### Bau und Indienststellung
Der Flugzeugträger wurde am 3. Dezember 1942 als Venerable bei Cammell, Laird & Company in Birkenhead auf Kiel gelegt und lief am 30. Dezember 1943 vom Stapel. Am 17. Januar 1945 wurde er bei der Royal Navy als dritter Träger der neuen Klasse in Dienst gestellt.

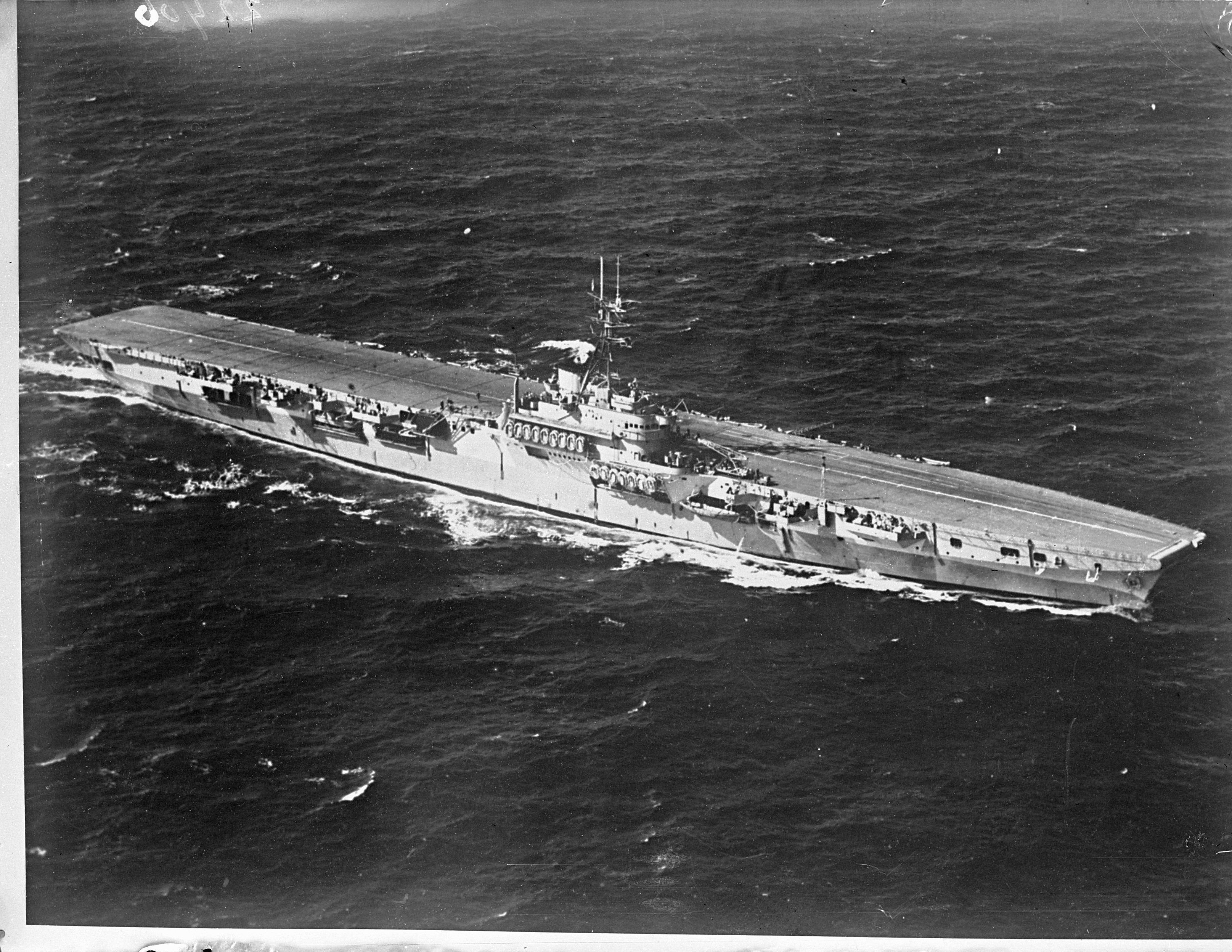
Die Venerable

Der Träger wurde am 1. März 1945 Flaggschiff der „11th Aircraft Carrier Squadron“, zu der noch drei Schwesterschiffe (Colossus, Glory, Vengeance) gehörten. Über Malta und Ceylon verlegte die Venerable bis zum 22. Juli 1945 nach Sydney. Dort ersetzte man die 20-mm-Oerlikons durch 40-mm-„Boffins“. Am 15. August wurde der Träger der britischen „TF 112“ zugeteilt, die die britische Kronkolonie Hongkong besetzen sollte. In der Subic-Bucht traf sie mit den anderen Einheiten der Task Force zusammen, die dann am 30. August in Hongkong einliefen.
Ab Oktober 1945 wurde die Venerable als Transporter eingesetzt. Zuerst transportierte sie befreite indische Kriegsgefangene von Haiphong nach Madras. Es folgten Truppentransporte von und zu britischen Stützpunkten und im Dezember 1945 die Evakuierung von 725 befreiten niederländischen Zivilinternierten (davon 570 Frauen und Kinder) von Djakarta nach Sydney. Bis Oktober 1946 blieb die Venerable als Transporter im Einsatz. Sie wurde dann in Singapur wieder als Träger ausgerüstet und diente in dieser Funktion auf der „Far East Station“. Am 14. Februar 1947 trat der Träger die Heimreise an. Nach Eintreffen in Plymouth am 26. März wurde der Träger außer Dienst gestellt und der Reserve zugeteilt.

### Im Dienst der Königlichen Marine der Niederlande

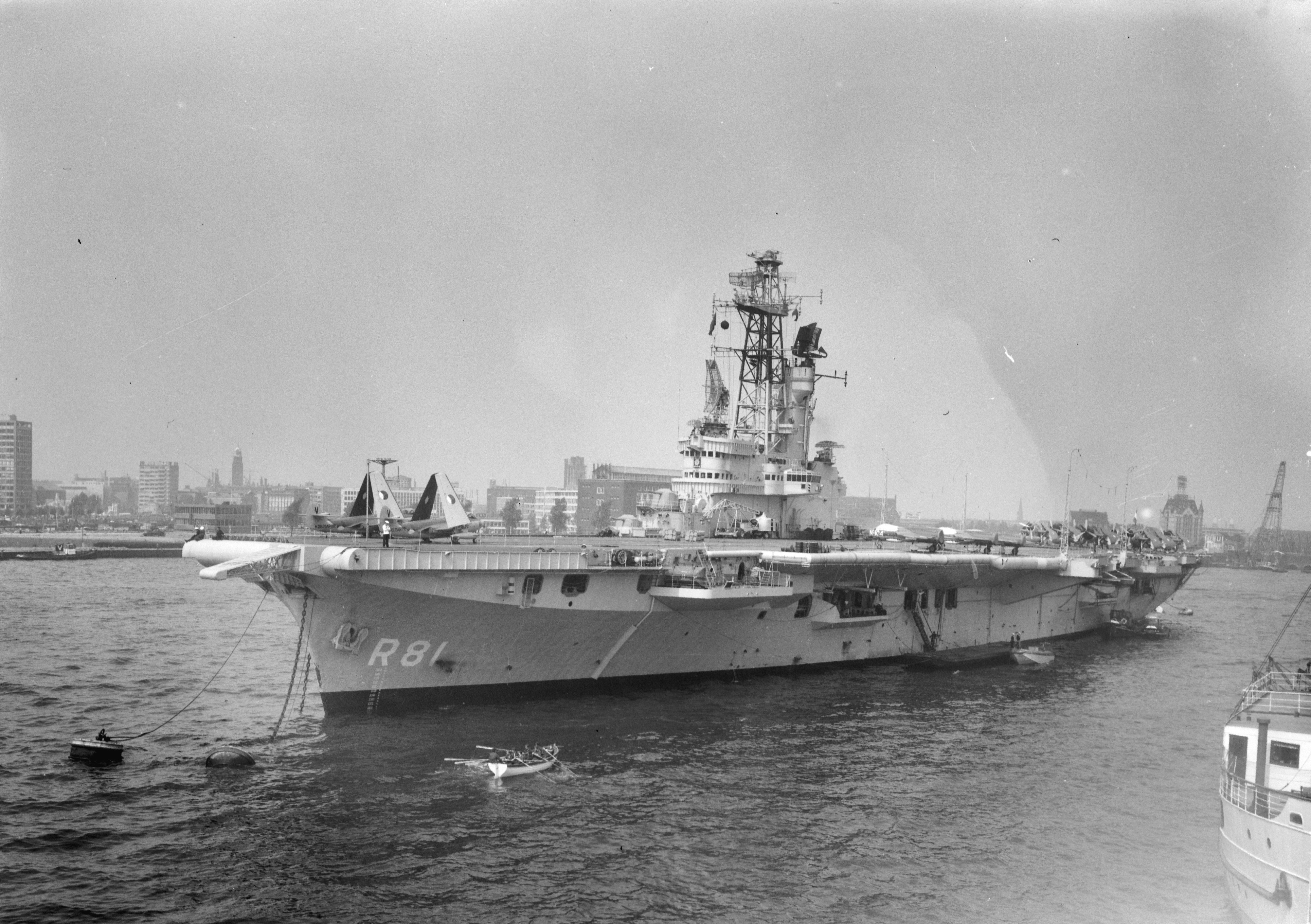
Als Karel Doorman 1960

Am 1. April 1948 wurde die Venerable an die niederländische Marine verkauft. Diese benannte das am 28. Mai 1948 in Dienst gestellte Schiff nach Konteradmiral Karel Doorman, der am 27. Februar 1942 während der Schlacht in der Javasee gefallen war. Seinen Namen hatte seit März 1946 schon der erste niederländische Flugzeugträger, der für zwei Jahre ausgeliehene ehemals britische Geleitträger Nairana geführt. Doorman war einer der ersten Marineoffiziere, die einen Pilotenschein besaßen und hatte auch besondere Verdienste beim Aufbau der niederländischen Marineluftfahrt, deren Haupteinsatzgebiet vor dem Zweiten Weltkrieg Niederländisch-Indien war.
Zum Zeitpunkt der Übernahme des neuen Trägers war der Indonesische Unabhängigkeitskrieg noch nicht abgeschlossen. Erst am 27. Dezember 1949 unterzeichnete Königin Juliana die Souveränitätsübergabe in Amsterdam. Anders als ihre Namensvorgängerin wurde die neue Karel Doorman nach ihrer Übernahme nicht in das niederländische Kolonialreich in Süd-Ost-Asien gesandt. Der Träger wurde in U-Jagd-Gruppen der NATO im Nordatlantik eingesetzt. Eine seiner ersten großen Besuchsreisen fand vom 2. Januar bis zum 4. Mai 1950 zu den Niederländischen Antillen statt. Mitreisender auf der Karel Doorman war der Ehemann der niederländischen Königin, Prinz Bernhard. Begleitet wurde der Träger von dem Leichten Kreuzer Jacob van Heemskerck (3665 tn.l., 1940–1969) und der Fregatte Johan Maurits van Nassau (ex Ribble, 1493 tn.l., 1943–1958). Die erste Flugzeuggruppe der Karel Doorman bestand aus Sea-Fury-Jagdbombern und Firefly-Aufklärern. Ab 1953 wurden letztere durch Avenger-3S2-(„Killer“)- und 3W2-(„Hunter“)-U-Jagd-Flugzeuge ersetzt. Alle drei Typen wurden nicht nur als Bordflugzeuge, sondern auch landgestützt in der Heimat, den Niederländischen Antillen und in Niederländisch-Neuguinea eingesetzt.
1952 besuchte der Träger erstmals skandinavische Häfen. 1954 übte die Karel Doorman im Frühjahr mit Begleitzerstörern im Mittelmeer und nach einer normalen Übung auf dem Nordatlantik und dem Besuch einiger US-Häfen besuchte sie anschließend noch Montreal, wo eine „air show“ stattfand. 1955 fanden Besuche in Mittelmeerhäfen wie auch in Skandinavien statt.
Von 1955 bis 1958 wurde die Karel Doorman einer umfangreichen Überholung in den Niederlanden unterzogen, um künftig auch strahlgetriebene Flugzeuge einsetzen zu können. Der Träger erhielt ein 8°-Winkeldeck, neue Aufzüge, eine neue Insel, neue 40-mm-Flak, ein Dampfkatapult, neue Werkstatträume und neue Sensoren meist aus niederländischer Fertigung. Oberhalb der Antriebsanlage erfolgte ein Totalumbau.
Im Sommer 1958 kam der stark überarbeitete Träger wieder in Dienst und setzte nun neben Avengern auch Sea-Hawk-FG.50-Jagdbomber, von denen 22 zwischen Juli 1957 und Januar 1958 geliefert wurden, und ab Januar fünf HSS-1N-Seabat-U-Jagd-Hubschrauber ein. Die britischen Strahlflugzeuge und die US-amerikanischen Hubschrauber kamen in die Niederlande als Lieferungen nach dem Mutual Defence Assistance Act, wie zuvor auch die Avenger-Maschinen. Nach diesem Gesetz beschafftes Gerät wurde von den Vereinigten Staaten bezahlt. Im Rahmen des Mutual Defense Assistance Programs (MDAP) folgten ab März 1960 auch noch 26 zweimotorige Tracker-U-Jagd-Flugzeuge als Ersatz für die veralteten Avenger. Nach ersten Testfahrten 1958 wurde der Träger 1959 auf dem Nordatlantik eingesetzt und besuchte die US-Ostküste und im September auch Hamburg.

#### Reise nach Neuguinea
Nach dem Indonesischen Unabhängigkeitskrieg verblieb den Niederlanden in Asien noch der Westteil der Insel Neuguinea. Allerdings hatte auch Indonesien Ansprüche auf das Gebiet, und als Indonesien gegen Ende der 1950er Jahre aufrüstete, vermutete die niederländische Regierung, dadurch solle die Einverleibung Neuguineas direkt oder indirekt vorangetrieben werden. Um die indonesische Regierung abzuschrecken, planten die Niederlande die Entsendung des Trägers nach Südostasien und gemeinsame Manöver mit der australischen Flotte einschließlich eines zeitweisen Austausches von Einsatzstaffeln mit dem Träger Melbourne. Die Vereinigten Staaten waren schon seit 1945 mit den Bemühungen der Niederlande, ihren Kolonialbesitz in Südostasien zu erhalten, nicht einverstanden und versuchten durch verschiedene Maßnahmen die Pläne mit dem Träger zu verhindern. Mit Verweis auf die Beschaffung der Flugzeuge des Trägers warfen sie den Niederlanden einen illegalen Gebrauch des Trägers bei einem Einsatz außerhalb des NATO-Bereichs vor. Die niederländische Regierung entschied sich dennoch für die Entsendung des Trägers nach Südostasien.
Zusammen mit den Zerstörern Groningen und Limburg  sowie dem zivilen Tanker Mijdrecht, der Einrichtungen für Betankungen auf hoher See erhalten hatte, verließ die Karel Doorman am 30. Mai 1960 die Niederlande. Der Verband lief nicht durch das Mittelmeer, da man das mit Indonesien verbündete Ägypten nicht provozieren wollte, sondern über Las Palmas und Mauritius – bzw. die Zerstörer über Lourenço Marques – nach Australien. Als der niederländische Verband am 11. Juli Fremantle erreichte, weigerten sich Hafenarbeiter, den Schiffen Schlepperassistenz zu geben. Dem Träger gelang es durch auf dem Flugdeck angebundene Flugzeuge mit laufenden Motoren sich selbst die benötigte Manövrier-Unterstützung zu geben. Nachdem der Besuch doch noch harmonisch endete, marschierte der niederländische Verband um Südaustralien bis zum 2. August nach Hollandia in Niederländisch-Neuguinea. Die Maschinen des Trägers (zehn Sea Hawks der Staffel „860“, acht Avenger der Staffel „2“ sowie die beiden S-55-Rettungshubschrauber) führten eine Luftparade durch. Am 6. August verlegte der Verband dann nach Biak, wo mitgebrachte Güter für die niederländischen Truppen in der Kolonie ausgeladen wurden, darunter zwölf teilzerlegte Hunter-Jagdflugzeuge und zwei Alouette-III-Hubschrauber. Dann beteiligte sich der Verband an der Überwachung des Seeraumes um die Kolonie und operierte mit den Stationsschiffen Piet Hein und Kortenaer, inzwischen als Fregatten klassifizierte Zerstörer der britischen S-Klasse. Die Limburg hatte bei diesen Übungen eine heftige Grundberührung und musste Hongkong anlaufen, da die notwendige Reparatur in der niederländischen Kolonie nicht fachgerecht durchzuführen war. Wie vorab geplant, verließen die drei verbliebenen Schiffe des Karel-Doorman-Verbandes am 1. September 1960 die Kolonie, um nach Yokohama zu marschieren, wo sie an einer Veranstaltung zum 350. Jahrestag der Aufnahme von Handelsbeziehungen zwischen Japan und den Niederlanden teilnehmen sollten. Erst während des Anmarsches luden die Japaner die niederländischen Kriegsschiffe wieder aus, so dass der Träger mit der Groningen am 4. September wieder den Rückweg nach Niederländisch-Neuguinea antrat. Sie besuchten noch Sorong und Manokwari. Der Tanker Mijdrecht (mit seinem kleinen Militäranteil an Bord) lief allerdings Kōbe an und übernahm eine bereitgestellte Treibstoffladung und andere Güter für den Verband.
Der Flugzeugträger wurde von indonesischen Militärs als ein Hauptziel auserkoren, als im Rahmen der „Operation Trikora“ zur Eroberung der niederländischen Kolonie der Plan ausgearbeitet wurde, den Träger mit Tu-16-Bombern und Marschflugkörpern KS-1 anzugreifen. Aufgrund des Waffenstillstandes und der UN-Verwaltung des Gebietes wurde der Plan aber wieder fallengelassen. Der Karel-Doorman-Verband sammelte sich wieder vor Nouméa, das als erster Hafen der Rückreise am 21. September angelaufen wurde. Es folgten für die Karel Doorman und den Tanker Sydney, während die beiden Zerstörer Auckland anliefen. Auf der folgenden Pazifiküberquerung liefen die niederländischen Schiffe noch die Juan-Fernández-Inseln an, ehe sie am 11. November in Valparaíso eintrafen. Nach fünf Tagen ging es weiter über Punta Arenas (20.) nach Rio de Janeiro (28. November bis 3. Dezember). Am 20. Dezember 1960 traf der Verband dann wieder in den Niederlanden ein. Während der Reise ging eine Sea Hawk, deren Pilot gerettet werden konnte, und eine Avenger verloren.
1961 endete der Einsatz der Avenger von der Karel Doormann, die ab März 1962 mit den zweimotorigen Grumman-S-2A-Tracker-U-Jadflugzeugen eingesetzt wurde. Ab 1964 nahm der Träger keine Sea-Hawk-Jäger mehr an Bord. Die Fliegergruppe bestand dann meist aus acht Trackern und sechs Seabat-Hubschraubern, von denen der „Marineluchtvaartdienst“ (MLD) zwischen 1960 und 1963 zwölf Stück erhielt. Vier wurden zu Transport-/Rettungshubschraubern umgerüstet. Sechs der S-58-Hubschrauber gingen zwischen 1961 und 1968 verloren.
Ein Feuer im Kesselraum des Trägers am 26. April 1968 verursachte erhebliche Schäden. Die Kosten für eine Wiederherstellung erschienen den Verantwortlichen zu hoch für die geplante geringe Dienstzeit des Trägers, der nach den Plänen der niederländischen Marine und der NATO 1970 ausgesondert werden sollte. Ein Teil ihrer Aufgaben sollte von modernen U-Jagd-Fregatten und landgestützten Langstrecken-U-Jagdflugzeugen übernommen werden. Die beschädigten Kessel und Antriebsteile sollten aus der unfertigen Halbschwester Leviathan entnommen werden. Letztlich wurde die Instandsetzung abgebrochen und mit Argentinien ein Käufer für den Träger gefunden.

### Im Dienst der Armada Argentina

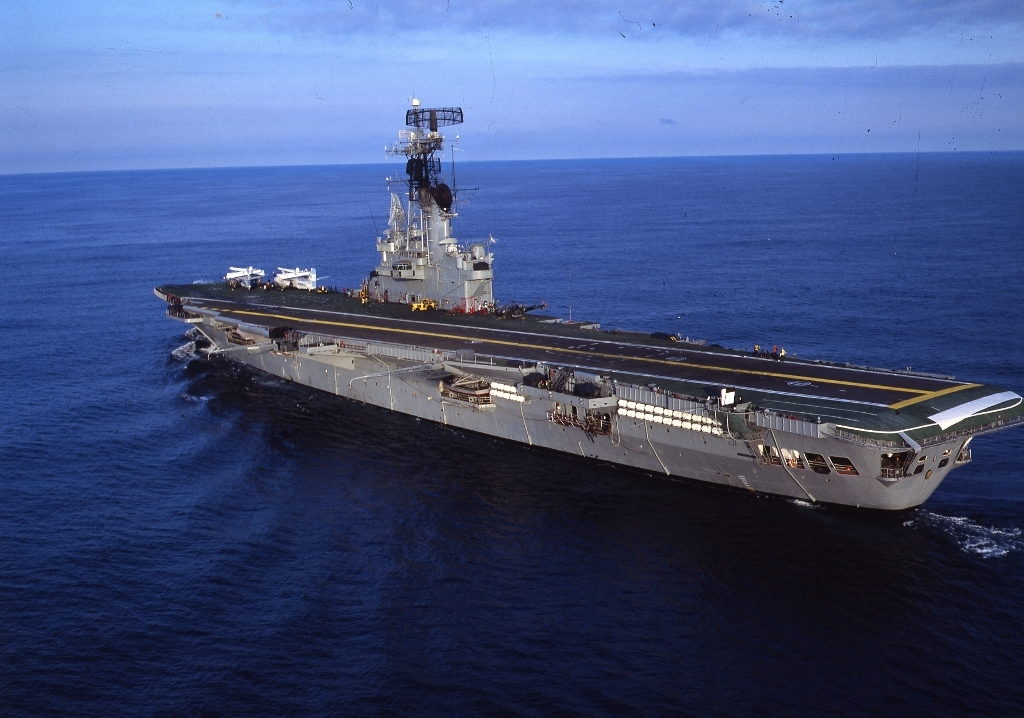
Die Veinticinco de Mayo, 1978–1980

Die Karel Doorman wurde 1968 für 9,5 Millionen Gulden an Argentinien verkauft, wo sie bei der Armada Argentia als Veinticinco de Mayo („25. Mai“) in Dienst gestellt wurde. Sie war der zweite Träger der argentinischen Marine, die seit 1959 mit der Independencia bereits ein Schwesterschiff im Einsatz hatte, das allerdings 1970 ausgesondert wurde. Als im September 1969 die angekaufte Veinticinco de Mayo von den Niederlanden nach Argentinien ausreiste, demonstrierte Hawker Siddeley die Möglichkeiten der Harrier GR.1 auf dem Träger in Hinblick auf einen möglichen Verkauf des Typs an die argentinische Marine.
Die Veinticinco de Mayo sollte eine Flugzeuggruppe von 24 Maschinen einsetzen. Anfangs standen F9F-Panther- und Cougar-Jagdbomber zur Verfügung, die durch modernere A-4Q Skyhawks ersetzt wurden. Dazu kamen zur U-Boot-Bekämpfung Grumman-S-2-Tracker-Propellermaschinen und Sikorsky-Sea-King-Hubschrauber an Bord.

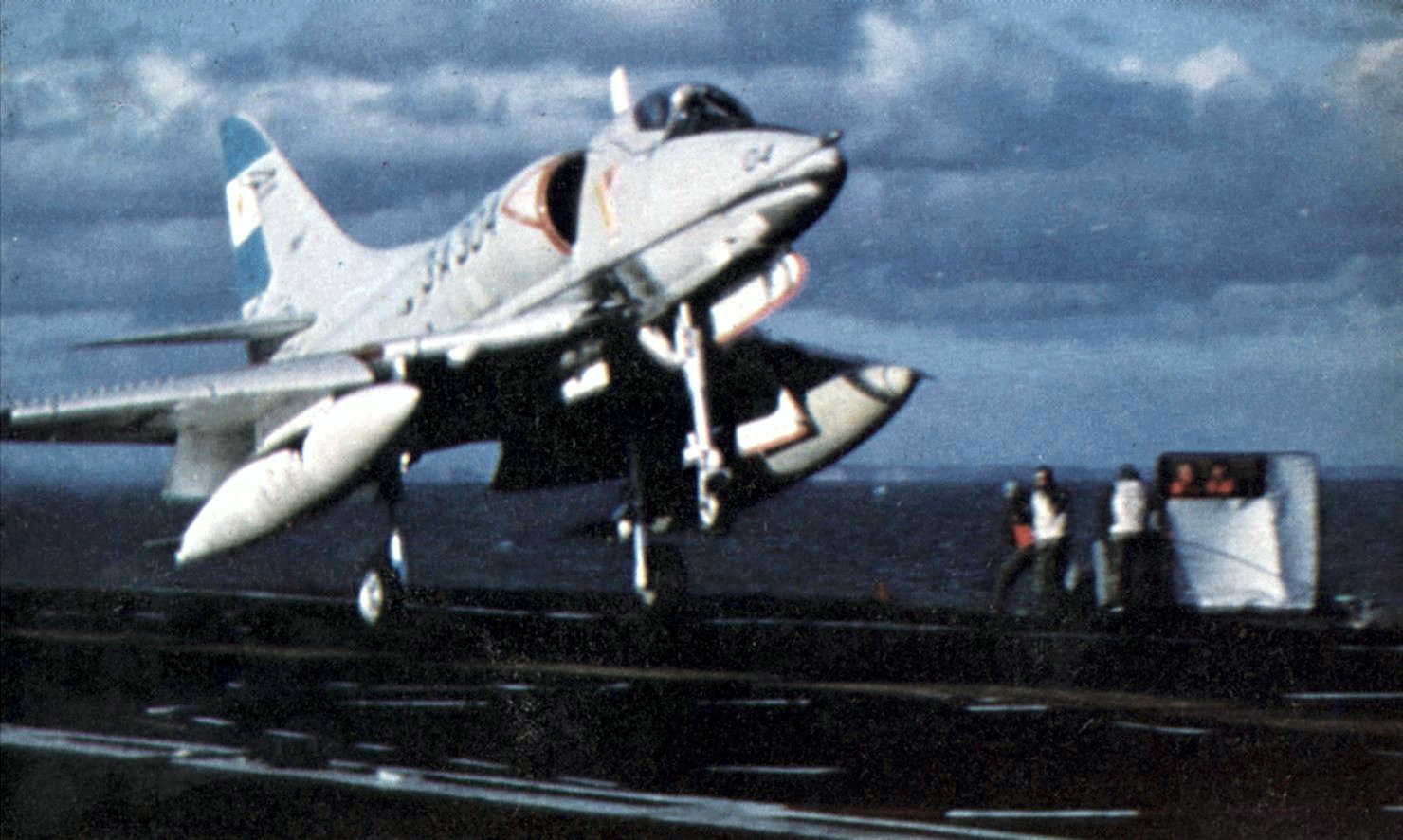
Eine A-4Q landet auf der Veinticinco de Mayo, circa 1982

Im Laufe der 1970er-Jahre wurde die Veinticinco de Mayo mehrfach modernisiert und kampfwertgesteigert. Um eine große Einsatzbereitschaft aufrechtzuerhalten, wurden die Werftaufenthalte auf drei bis fünf Monate begrenzt. Die letzte Erneuerung vor dem Falklandkrieg fand 1981 statt. Dabei wurde die Radaranlage des Trägers ebenso erneuert wie die Fanganlage und das Dampfkatapult. Zudem wurde die Vorderkante des angewinkelten Flugdecks durch den Anbau eines Schwalbennests aufgefüllt. Mit diesen Änderungen hätte die Veinticinvo de Mayo in der Lage sein sollen, die aus Frankreich angekaufte Dassault Super Étendard einzusetzen. Jedoch zeigte sich bei Tests, dass das Dampfkatapult Probleme mit dem Start der Super Étendard hatte, weshalb weiterhin nur A-4Q Skyhawks genutzt wurden.

#### Operation Soberanía
Bereits seit 1904 zog sich zwischen Argentinien und Chile der Beagle-Konflikt um den Grenzverlauf in der Region des Beagle-Kanals hin. Ende 1978 drohte dieser Konflikt zu eskalieren, als Argentinien mit der Operation Soberanía den Angriff auf Chile plante und am 22. Dezember 1978 startete. Die Veinticinco de Mayo sollte während des Angriffs die Invasion der Inseln Lennox, Picton und Nueva unterstützen. Der Einsatzbefehl wurde aber bereits nach wenigen Stunden zurückgenommen und der Konflikt letztlich durch Vermittlung Papst Johannes Pauls II. bis 1984 beigelegt.

#### Falklandkrieg

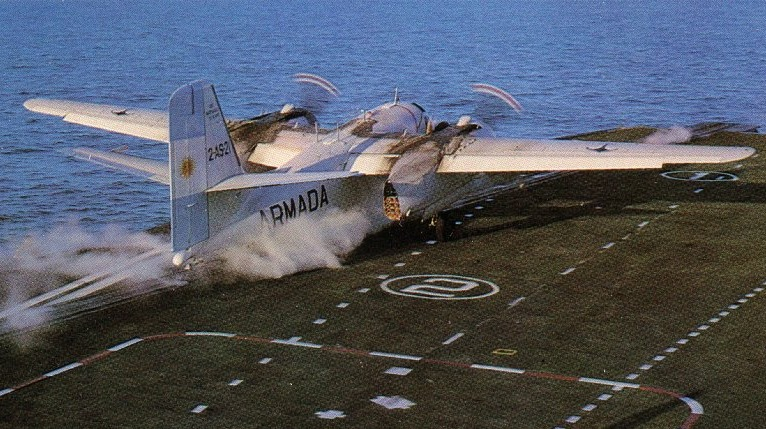
Eine S-2G Tracker startet von der Veinticinco de Mayo

Mit dem Beginn des Falklandkrieges wurde die Veinticinco de Mayo zur Unterstützung der argentinischen Landung auf den Inseln herangezogen. Während vom Landungsschiff Cabo San Antonio ausgesetzte Truppen Hafen und Flughafen von Stanley eroberten, wartete der Träger mit 1500 Soldaten an Bord vor den Inseln, setzte in der Zeit aber offensichtlich auch keine Flugzeuge ein. Um die Besetzung der Falklandinseln zu sichern, diente das Schiff in einer nördlich der Inseln patrouillierenden Einsatzgruppe, während südlich der Leichte Kreuzer General Belgrano eingesetzt wurde. Die Royal Navy hatte ihrerseits das Atom-U-Boot Splendid auf die Veinticinco de Mayo angesetzt, dass den Träger aufspüren und gegebenenfalls versenken sollte.
Als am 1. Mai 1982 mit der Operation Black Buck die Royal Air Force die ersten Angriffe auf Stanley flog, sollten von der Veinticinco de Mayo aus die britischen Seestreitkräfte angegriffen werden. Die S-2 Tracker des Trägers orteten die britischen Schiffe am späten Nachmittag und die acht an Bord befindlichen A-4Q Skyhawk wurden für einen Angriff vorbereitet, zu dem sie zur Dämmerung starten sollten. Die Attacke fand letztlich nicht statt, da die S-2 bei späteren Einsätzen die Briten nicht erneut ausfindig machen konnten. Nachdem am Folgetag das britische U-Boot Conqueror die General Belgrano versenkt hatte, wurde die Veinticinco de Mayo in den Hafen zurückgerufen. Die A-4Q Skyhawks des Trägers flogen für den Rest des Krieges Einsätze von der Militärbasis in Río Grande aus.

#### Verbleib
1983 wurde die Veinticinco de Mayo umgebaut, um die Super Étendard an Bord nehmen zu können. Zudem wurde der CAAIS-Rechner („Computer Assisted Action Information System“) aus britischer Herstellung gegen das niederländische SEWACO-System ersetzt, das auch mit den neuen Zerstörern der Almirante-Brown-Klasse kompatibel war. Von 1986 an zwangen Probleme an der Antriebsanlage den Träger weitgehend dazu, untätig im Hafen zu liegen. 1988 begannen Erneuerungsarbeiten am Schiff, bei denen der Antrieb von Dampf- auf Gasturbinen umgebaut werden sollte. Lediglich eine Hilfsdampfanlage für den Betrieb des Dampfkatapultes sollte an Bord verbleiben. Bis 1994 wurde die Antriebsanlage ausgebaut, als fehlende Finanzmittel zum Stopp der Arbeiten zwangen. Im Dezember 1996 gab die argentinische Marine bekannt, dass die Veinticinco de Mayo ausgemustert würde. Bis dahin wurden bereits größere Teile der Ausrüstung, darunter das Dampfkatapult, entfernt, die als Ersatzteile für den brasilianischen Träger Minas Gerais, einem in den Niederlanden stark umgebauten Schwesterschiff der Veinticinco de Mayo, genutzt wurden. Letztlich wurde die Veinticinco de Mayo im Jahr 2000 im Schlepp nach Alang verbracht und dort abgewrackt.
Im selben Jahr bot die Marinha do Brasil der argentinischen Marine die Minas Gerais als Ersatz an. Diese verzichtete jedoch aufgrund des schlechten Allgemeinzustandes der Minas Gerais sowie der hohen Unterhaltskosten. Zu Beginn der 2020er Jahre verfügten die argentinischen Marineflieger nicht mehr über einsatzfähige trägergestützte Flugzeuge. Zwar wurden 2019 fünf in Frankreich generalüberholte Super Étendard an die Marine geliefert, jedoch fehlten diesen wichtige Ersatzteile aus britischer Produktion, die nicht nach Argentinien verkauft werden durften. Auch der Kauf alternativer Flugzeugmodelle wie der koreanischen KAI FA-50 oder der chinesischen Chengdu FC-1 scheiterte aufgrund der jeweils verwendeten britischen Bauteil am Waffenembargo des Vereinigten Königreichs gegen Argentinien.

## Flugzeuge
Die Venerable erhielt als Einsatzmaschinen 24 Vought F4U Corsair IV und 18 Fairey Barracuda II der Staffeln „1851“ bzw. „814“. ab Mitte 1945 wurden die Einsatzstärken der Staffeln auf je 12 Maschinen reduziert. Die Barracudas der Staffel 814 wurden im Dezember 1945 durch Fairey Firefly FR 1 ersetzt. Die Staffel 1851 mit ihren Corsairs wurde im Juni 1946 durch die Staffel „802“ mit 12 Supermarine Seafire F.XV ersetzt.
Auf der Karel Doorman waren zunächst Flugzeuge der Typen Fairey Firefly FR.4/NF.5 und Hawker Sea Fury FB.50/51/60 sowie zur Seenotrettung ein Flugboot vom Typ Supermarine Sea Otter ASR II stationiert. Das Flugboot wurde 1952 gegen einen Hubschrauber vom Typ Sikorsky S-51 eingetauscht, der zur Staffel „8“ in Valkenburg gehörte. Im Herbst 1953 erhielt die Marineluftfahrt (Marine Luchtvaartdienst MLD) drei HO4S-3-Hubschrauber aus Beständen der US-Navy. Ebenfalls im Herbst 1953 25 Grumman TBM-3W Avenger für die U-Boot-Suche und ab Januar 1954 bis Mai 1955 weitere 34 Avenger TBM-3S2 als Angriffsmaschinen gegen U-Boote. Die beiden Varianten wurden nebeneinander eingesetzt. 1958 erhielt die Marineluftfahrt erneut 20 Avenger für Aufklärungsaufgaben, die nicht auf dem Träger eingesetzt wurden. Ab 1959 bis 1964 wurden die Avenger ausgesondert.

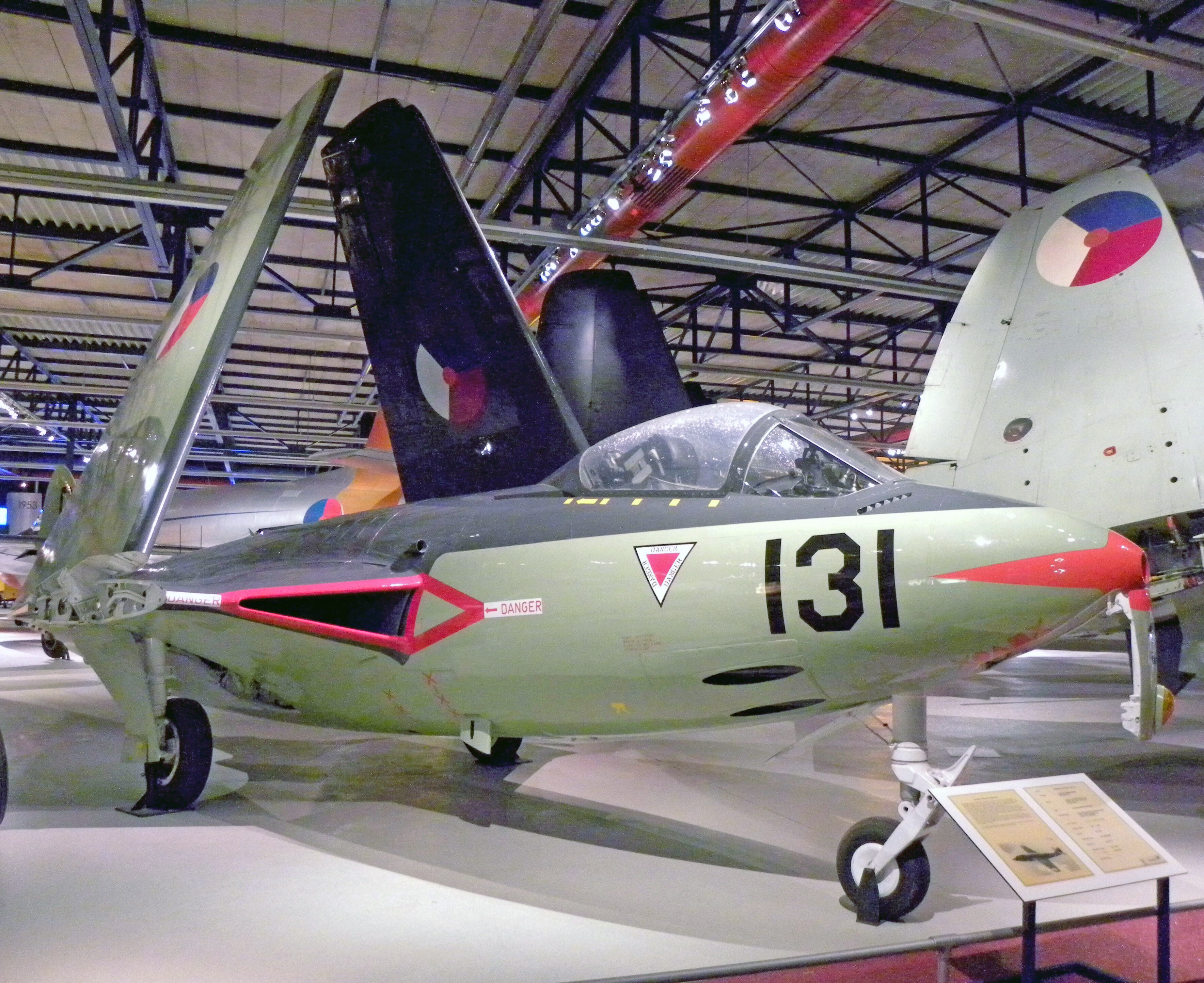
Hawker Sea Hawk

Ebenfalls im Rahmen des MDAP wurden vom 18. Juli 1957 bis zum 29. Januar 1958 22 Hawker Sea Hawk FG.50. Diese strahlgetriebenen Jagdbomber wurden abwechselnd von den Staffeln „860“ und „3“ von der Karel Doorman aus eingesetzt. Während der Dienstzeit gingen vier Maschinen zwischen 1957 und 1962 verloren. 1963 wurden sechs Maschinen als Ersatzteilspender genutzt und dann bis Oktober 1964 alle Maschinen ausgesondert. Im Januar 1960 erhielt die MLD fünf Sikorsky SH-34J im Rahmen des MDAP. Von September 1961 bis Juni 1963 kamen sieben weitere Sikorsky-S-58-Varianten zur MLD. Sechs der zwölf Hubschrauber wurden nach und nach zur Transport-/Seenotrettungs-Variante UH-34J umgebaut. Sechs Maschinen gingen zwischen 1961 und 1968 verloren. Die letzten Maschinen wurden im April 1972 zurückgegeben.

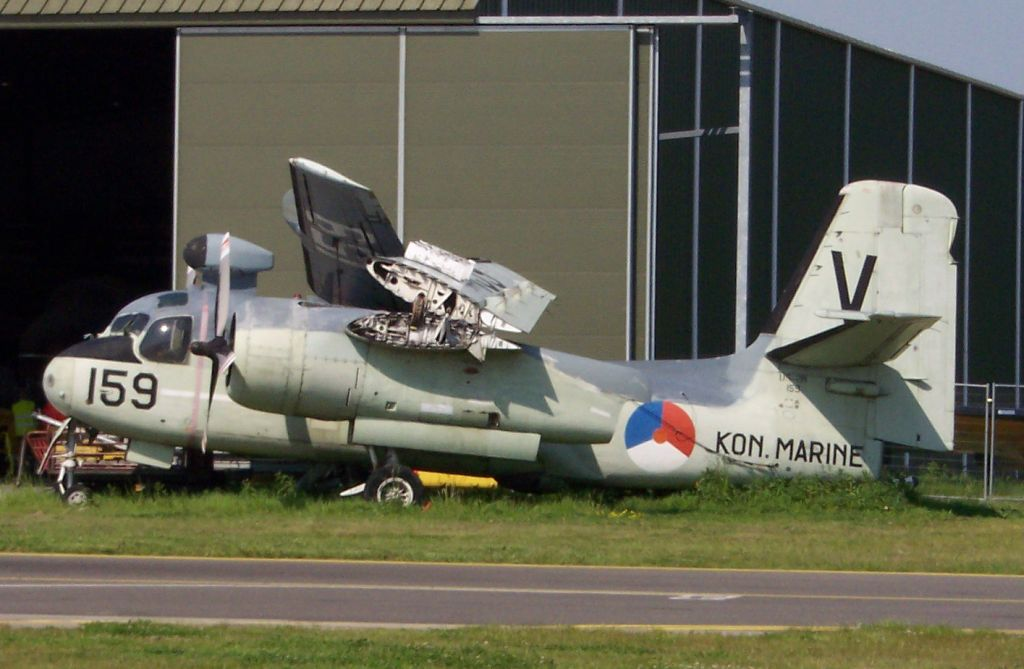
Grumman S-2 Tracker

1961 wurden die Avenger und Sea Hawk durch modernere U-Jagd-Flugzeuge vom Typ Grumman S-2 Tracker ersetzt. Von März 1960 bis März 1962 wurden 28 Maschinen dieses Typs an die MLD ausgeliefert und von den Staffeln „320“ und „4“ dann abwechselnd auf der Karel Doorman eingesetzt. Im Normalfall waren acht dieser zweimotorigen Maschinen mit sechs S-58-Hubschraubern an Bord. Diese Zusammensetzung der Flugzeuggruppe blieb bis zur Außerdienststellung des Trägers durch die Königlich Niederländische Marine im Jahr 1968 erhalten. 18 der Tracker wurden noch modernisiert und die letzte Maschine wurde 1976 an die Türkei weitergegeben. Dazu kamen 1960/61 noch 17 in Kanada gebaute CS2F-1 Tracker in den Dienst der MLD, die alle in Curaçao landgestützt eingesetzt und bis 1970 ausgesondert wurden.